# Biserica ortodoxă din Fabric, Timișoara
Biserica Sfântul Ilie este o biserică ortodoxă din cartierul Fabric, Timișoara, monument istoric cod LMI TM-II-m-B-06166.

## Istoric

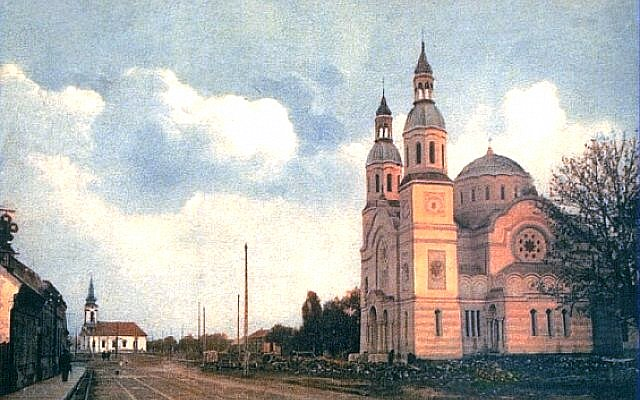
Cele două biserici „Sf. Ilie” în 1913

Ortodocșii români și sârbi din cartierul Fabric foloseau în comun Biserica Sfântul Gheorghe din actuala Piață Traian, care a fost construită în anul 1745, însă, începând din anul 1873 cele două comunități încep să se separe, iar în urma unei hotărâri judecătorești din 1901 biserica a rămas comunității sârbești. Credincioșii români au trecut la biserica Sfântul Ilie, pe malul Begăi, biserică construită tot sub jurisdicție sârbească în 1826, după planurile protopopului Vasile Georgevici. După despărțirea ierarhică din 1865 a bisericilor ortodoxe sârbești și românești, biserica s-a afiliat Episcopiei Aradului.

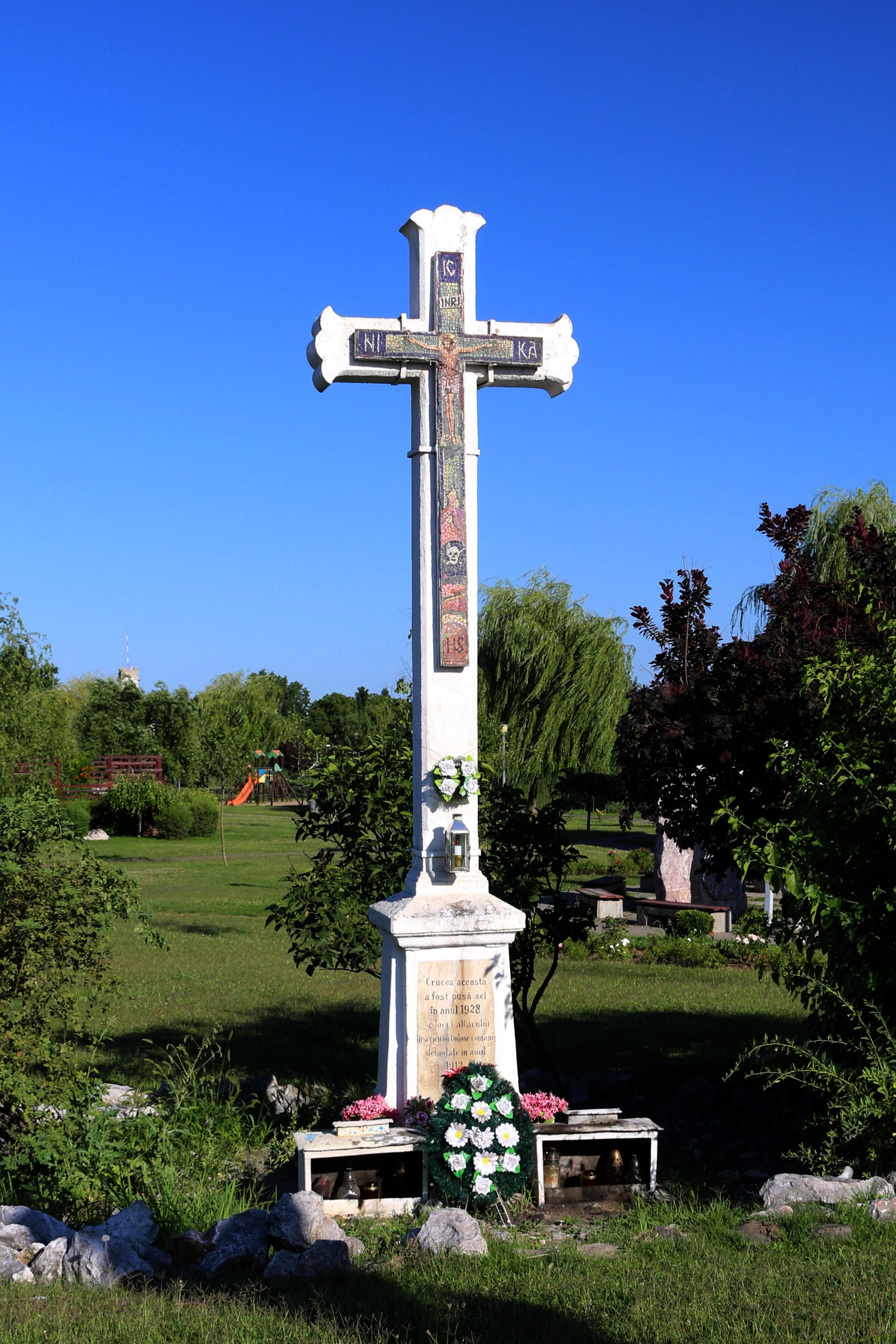
Crucea pe locul altarului vechii biserici „Sf. Ilie”

În urma amenajării cursului Begăi, în anul 1910 se hotărăște demolarea vechii biserici și construirea alteia cu același hram în Piața Morii, după planurile arhitectului László Székely. Lucrările au început în anul 1912 și au fost finalizate în vara anului 1913. Pe locul vechii biserici a fost amplasată o cruce, pe care există inscripția:
„Crucea aceasta a fost pusă aici în anul 1928 pe locul altarului bisericii ortodoxe române demolate în anul 1913”
Ca model a fost ales stilul arhitectonic al Catedralei mitropolitane din Sibiu. Simultan s-a construit și o școală confesională. Fondurile pentru construcție au fost alocate de primărie, iar cheltuielile cu pictura, sculptura și construirea școlii confesionale fiind suportate de comunitatea bisericească. Biserica a fost pictată de Ioan Zaicu, iar sculptura și tâmplăria au fost executate de Nistor și Iosif Bosioc (Busuioc).
Sfințirea noii biserici s-a desfășurat în toamna anului 1913, în 22 septembrie (stil vechi) / 5 octombrie (stil nou).
În 25 decembrie 1929 biserica a fost vizitată de către primul patriarh al României, Miron Cristea.